# Episodi di Star Trek: Deep Space Nine (quinta stagione)
La quinta stagione della serie televisiva Star Trek: Deep Space Nine, composta da 26 episodi, è stata trasmessa negli Stati Uniti in syndication dal 30 settembre 1996 al 16 giugno 1997.
In Italia è stata trasmessa da LA7 dal 1º maggio 2001 al 22 ottobre 2001.
| nº | Titolo originale                             | Titolo italiano                          | Prima TV USA      | Prima TV Italia   |
| -- | -------------------------------------------- | ---------------------------------------- | ----------------- | ----------------- |
| 1  | Apocalypse Rising                            | Inizia l'apocalisse                      | 30 settembre 1996 | 1º maggio 2001    |
| 2  | The Ship                                     | La nave                                  | 7 ottobre 1996    | 8 maggio 2001     |
| 3  | Looking for par'Mach In All the Wrong Places | Cercando il par'Mach nel posto sbagliato | 14 ottobre 1996   | 15 maggio 2001    |
| 4  | ...Nor the Battle to the Strong              | Eroe per caso                            | 21 ottobre 1996   | 22 maggio 2001    |
| 5  | The Assignment                               | L'incarico                               | 28 ottobre 1996   | 29 maggio 2001    |
| 6  | Trials and Tribble-ations                    | Animaletti pericolosi                    | 4 novembre 1996   | 5 giugno 2001     |
| 7  | Let He Who Is Without Sin...                 | Colui che è senza peccato...             | 11 novembre 1996  | 12 giugno 2001    |
| 8  | Things Past                                  | Prigionieri del passato                  | 18 novembre 1996  | 19 giugno 2001    |
| 9  | The Ascent                                   | La scalata                               | 25 novembre 1996  | 26 giugno 2001    |
| 10 | Rapture                                      | Estasi                                   | 30 dicembre 1996  | 3 luglio 2001     |
| 11 | The Darkness and the Light                   | Le tenebre e la luce                     | 6 gennaio 1997    | 10 luglio 2001    |
| 12 | The Begotten                                 | Nascite                                  | 27 gennaio 1997   | 17 luglio 2001    |
| 13 | For The Uniform                              | Per l'uniforme                           | 3 febbraio 1997   | 24 luglio 2001    |
| 14 | In Purgatory's Shadow (1)                    | All'ombra del Purgatorio                 | 10 febbraio 1997  | 31 luglio 2001    |
| 15 | By Inferno's Light (2)                       | Alla luce dell'Inferno                   | 17 febbraio 1997  | 7 agosto 2001     |
| 16 | Doctor Bashir, I Presume?                    | Il Dottor Bashir, suppongo               | 24 febbraio 1997  | 14 agosto 2001    |
| 17 | A Simple Investigation                       | Una semplice indagine                    | 31 marzo 1997     | 21 agosto 2001    |
| 18 | Business as Usual                            | I soliti affari                          | 7 aprile 1997     | 28 agosto 2001    |
| 19 | Ties of Blood and Water                      | Legami di sangue e acqua                 | 14 aprile 1997    | 3 settembre 2001  |
| 20 | Ferengi Love Songs                           | Canzoni d'amore ferengi                  | 21 aprile 1997    | 10 settembre 2001 |
| 21 | Soldiers of the Empire                       | Soldati dell'Impero                      | 28 aprile 1997    | 17 settembre 2001 |
| 22 | Children of Time                             | Figli del tempo                          | 5 maggio 1997     | 24 settembre 2001 |
| 23 | Blaze of Glory                               | Una fine gloriosa                        | 12 maggio 1997    | 1º ottobre 2001   |
| 24 | Empok Nor                                    | Empok Nor                                | 19 maggio 1997    | 8 ottobre 2001    |
| 25 | In The Cards                                 | La figurina                              | 9 giugno 1997     | 15 ottobre 2001   |
| 26 | Call To Arms                                 | Chiamata alle armi                       | 16 giugno 1997    | 22 ottobre 2001   |

## Inizia l'apocalisse
- Titolo originale: Apocalypse Rising
- Diretto da: James L. Conway
- Scritto da: Ira Steven Behr e Robert Hewitt Wolfe

### Trama
Data Stellare 50013.9. Sisko e Jadzia Dax tornano su Deep Space Nine dopo un meeting al Comando della Flotta Stellare sulla Terra che ha avuto come tema l'incremento dell'ostilità dell'Impero Klingon. Il Comando ha deciso di inviare Sisko, O'Brien, Odo e Worf in una missione all'interno dell'Impero per verificare i sospetti che il cancelliere Gowron sia un mutaforma che sta operando nell'interesse del Dominio. Per far questo, si travestono tutti da Klingon e chiedono un passaggio a Gul Dukat; riescono ad accedere a un cerimoniale a cui presenzierà anche Gowron, ma Sisko viene riconosciuto dal generale Martok e tutti vengono arrestati. Nonostante ciò il Klingon, che sospetta che il cancelliere sia un Cambiante, libera Sisko e gli altri perché possano dimostrare che Gowron è un impostore con il suo assassinio, poiché un Cambiante quando muore riprende la forma fluida. Worf sfida a duello Gowron, mentre nelle retrovie Odo si accorge che il mutaforma in realtà è Martok, che viene ucciso in seguito a una colluttazione. Sisko ha modo di parlare con Gowron, che convocherà una riunione dei clan dell'Impero in modo da organizzare un cessate il fuoco e ripristinare una sorta di pace tra Impero e Federazione.
- Altri interpreti: Marc Alaimo (Dukat), Robert O'Reilly (Gowron), J.G. Hertzler (Martok), Casey Biggs (Damar), John Lendale Bennett (Klingon#1), Robert L. Zachar (Capoguardia), Robert Budaska (Klingon#2), Ivor Bartels (giovane Klingon), Tony Epper (Klingon#3)

## La nave
- Titolo originale: The Ship
- Diretto da: Kim Friedman
- Scritto da: Hans Beimler, Pam Wigginton e Rick Cason

### Trama
Data Stellare 50049.3. Investigando sulla possibilità di estrarre della cormalina su Torga IV, Sisko si imbatte in una nave del Dominio naufragata sul pianeta e inizia un'operazione di recupero della nave, sperando di ottenere preziose informazioni sulla tecnologia utilizzata. Ma un gruppo di Jem'Hadar è deciso a impedire a ogni costo che Sisko si impadronisca della nave. La Vorta a comando del gruppo, Kilana, si presenta di persona a Sisko e lo informa che sulla nave c'è una cosa che rivogliono; al rifiuto di dire cosa sia, iniziano le ostilità. Gli ufficiali della Federazione si rifugiano sul relitto e la Vorta ordina di bombardare il suolo attorno alla nave, senza però distruggerla. Jadzia e Benjamin si accorgono che sul relitto c'è un Fondatore nascosto, morente. Nel momento in cui spira, i bombardamenti cessano. Era lui la "cosa" che la Vorta voleva, per riportarlo sul suo pianeta. Avendo fallito la missione di salvataggio, i Jem'Hadar si suicidano. Sisko e Kilana si affrontano: se ognuno di loro avesse avuto un minimo di fiducia nell'altro, non ci sarebbero stati tutti quei morti.
- Altri interpreti: Kaitlin Hopkins (Kilana), F.J. Rio (Enrique Muñiz), Hilary Shepard (Hoya), Ken Lesco (T'Lor)

## Cercando il par'Mach nel posto sbagliato
- Titolo originale: Looking for par'Mach in All the Wrong Places
- Diretto da: Andrew J. Robinson
- Scritto da: Ronald D. Moore

### Trama
Data Stellare 50061.2. Sulla stazione arriva Grilka, l'ex-moglie klingon di Quark. Worf ne rimane affascinato e inizia un rituale di corteggiamento, respinto dall'interessata. Il Klingon si innervosisce ancor di più quando scopre che Quark è stato invitato da Grilka per una cena privata: il barista ne è ancora innamorato e chiede consigli a Jadzia, esperta di cultura klingon, ma interviene Worf che gli fornisce i consigli giusti, nonostante sia geloso del Ferengi. La frequentazione tra Quark e Grilka fa infuriare la guardia del corpo della Klingon perché ritiene che un Ferengi sia indegno di corteggiare Lady Grilka e lo sfida a duello. Dato che Quark verrebbe ucciso, Jadzia interfaccia neuronalmente Quark con Worf, in modo che il Klingon possa comandare da remoto i movimenti del Ferengi, combattendo al posto suo. Quark vince l'incontro e ottiene i "favori" di Grilka; Worf è sempre più geloso e Jadzia, che è da tempo invaghita del Klingon, dà l'avvio a un combattimento rituale in cui diventa palese il suo interesse romantico.
Intanto in casa O'Brien si instaura un curioso ménage à trois: lui, Keiko e Kira; ménage che rischia di sconfinare nell'inopportuno tra il maggiore e il capo. Odo fa notare all'amica che il suo modo di rapportarsi con Miles sta cambiando e la Bajoriana cerca di prendere le distanze organizzando un viaggio sul suo pianeta, viaggio che dovrà comunque fare accompagnata da Miles perché costretto da Keiko. I due trovano una scusa in modo che Kira parta da sola: da persone adulte e responsabili si dicono "addio" sapendo che quello che sta nascendo tra loro non ha alcun senso, anche perché Miles è sempre innamorato di Keiko.
- Guest star: Rosalind Chao (Keiko)
- Altri interpreti: Mary Kay Adams (Grilka), Joseph Ruskin (Tumek), Phil Morris (Thopok)

## Eroe per caso
- Titolo originale: ...Nor the Battle to the Strong
- Diretto da: Kim Friedman
- Scritto da: Brice R. Parker e René Echevarria

### Trama
Data Stellare 50098.7. Jake sta accompagnando Bashir a una conferenza medica per scrivere il suo primo articolo come giornalista, ma ricevono una chiamata di soccorso da Ajilon I, che si trova sotto un attacco klingon. Il medico non è entusiasta di portare con sé il ragazzo, un po' per la sua giovane età, un po' perché l'ospedale è vicino al fronte. Giunti sul posto, Bashir viene subito inghiottito dall'emergenza, mentre Jake si ritrova per la prima volta davanti agli orrori della guerra. Dovuto uscire all'esterno con Bashir per recuperare un generatore sul runabout, vengono attaccati e Jake, terrorizzato, fugge abbandonando Julian. Il ragazzo riesce a tornare all'ospedale, dove scopre che Bashir è riuscito a portare il generatore, ma è rimasto gravemente ferito; Jake si vergogna profondamente della sua codardia, seppur sia stata una reazione umana, e si rammarica ancora di più quando il medico si prende la colpa di averlo trascinato in quell'inferno. Jake cade in depressione e l'ennesimo attacco rende necessaria un'evacuazione di emergenza; spaventato, Jake si attarda e rimane intrappolato nelle retrovie ad affrontare i Klingon: afferrato un phaser, spara a caso sul soffitto e provoca un crollo. Facendo così, sigilla l'ingresso impedendo ai Klingon di entrare e salvando tutti. Nonostante tutto viene acclamato come un eroe ma, scrivendo il suo articolo, racconterà la verità rivelando in fondo un'altra forma di coraggio.
- Altri interpreti: Andrew Kavovit (Kirby), Karen Austin (Kalandra), Mark Holton (alieno boliano), Lisa Lord (infermiera), Jeb Brown (tenente), Danny Goldring (Burke)

## L'incarico
- Titolo originale: The Assignment
- Diretto da: Allan Kroeker
- Scritto da: David R. Long, Robert Lederman, David Weddle e Bradley J. Thompson

### Trama
Data Stellare 50124.3. Keiko torna dopo essere stata cinque giorni su Bajor e rivela a Miles di essere stata presa da una forza aliena ostile; l'alieno prende il controllo di Keiko e obbliga O'Brien a eseguire i suoi ordini, altrimenti ucciderà l'ospite. Miles si mette al lavoro, ma non farebbe in tempo a fare tutte le modifiche volute da Keiko e quindi arruola Rom, che è molto bravo e lavora velocemente, ordinandogli di non dire niente a nessuno. Jadzia si accorge delle modifiche non autorizzate e sospetta un sabotaggio; indagando, e tradito dallo stesso Miles, arrivano a Rom che viene arrestato e messo in prigione; il Ferengi rimane però fedele a O'Brien e non parla; inoltre Rom capisce che le modifiche sono finalizzate per lanciare un raggio nel tunnel spaziale e uccidere gli alieni che vi abitano: infatti l'entità che ha preso possesso di Keiko è un Pah-wraith, che secondo le leggende bajoriane sono gli spiriti delle caverne. In realtà sono entità ostili relegate dagli alieni del tunnel sul pianeta Bajor perché volevano prendere il posto dei Profeti e ora stanno cercando vendetta. Anziché rivolgere il raggio verso il tunnel, il capo lo dirige sulla moglie, liberandola dall'entità. Rom, come ringraziamento per quello che ha passato e per il suo acume, viene promosso al turno di giorno.
- Guest star: Rosalind Chao (Keiko)
- Altri interpreti: Hana Hatae (Molly), Max Grodénchik (Rom), Rosie Malek-Yonan (Tekoa)

## Animaletti pericolosi
- Titolo originale: Trials and Tribble-ations
- Diretto da: Jonathan West
- Scritto da: Ira Steven Behr, Hans Beimler, Robert Hewitt Wolfe, Ronald D. Moore e René Echevarria

### Trama
La USS Defiant è incaricata di riportare su Bajor un Cristallo del Tempo e con loro c'è un Umano di nome Barry Waddle, che scoprono essere un Klingon camuffato di nome Arne Darvin; egli si serve del cristallo per tornare indietro nel tempo: infatti, quando era giovane, fu catturato da Kirk dopo aver avvelenato una spedizione di grano. Di seguito fu spedito su una colonia di detenzione, che lo fece finire in isolamento fino alla sua liberazione. Ora si trovano nel passato, in data astrale 4523.7, presso la stazione K-7; il Klingon del passato che tenta di uccidere il capitano Kirk mentre sull'Enterprise si verifica l'emergenza dei triboli. Sisko e Jadzia Dax riescono a trovare la bomba e tornano tutti a casa nel loro tempo; ora a Sisko non resta che spiegare tutto agli Ispettori delle Indagini Temporali e trovare il modo di liberarsi dei triboli, arrivati anch'essi su Deep Space Nine.
- Altri interpreti: Jack Blessing (Dulmer), James W. Jansen (Lucsly), Charlie Brill (Arne Darvin), Leslie Ackerman (cameriera), Charles S. Chun (ingegnere), Deirdre L. Imershein (tenente Watley)

- Tramite la CGI si è creato un episodio di interazione tra la serie classica e Star Trek: Deep Space Nine permettendo, così, di mantenere invariato anche il vecchio doppiaggio in italiano.

## Colui che è senza peccato...
- Titolo originale: Let He Who is Without Sin...
- Diretto da: René Auberjonois
- Scritto da: Robert Hewitt Wolfe e Ira Steven Behr

### Trama
Data Stellare 50136.7. Jadzia e Worf partono per una vacanza su Risa. Al viaggio, anche se non invitati, si aggiungono Bashir e Leeta, che vogliono celebrare il "rito della separazione" poiché si stanno lasciando, e Quark. Una volta giunti sul pianeta, il Klingon viene influenzato da un gruppo di tradizionalisti capeggiati da Fullerton, il cui scopo è distruggere il sistema di vita paradisiaca del pianeta, ritenendola un esempio di debolezza. Durante una cena, Fullerton e i suoi seguaci fanno irruzione, seppur con armi finte, per dimostrare che tutti su Risa sono vulnerabili credendosi al sicuro; Work inoltre è geloso di Arandis, ex amante di Curzon, e quando scopre le due donne insieme, anche se non stanno facendo nulla di male, ha una reazione inconsulta e offre il suo aiuto a Fullerton per far scappare tutti dal pianeta. Ben presto arriva un temporale, cosa impossibile perché la griglia meteorologica di Risa impedisce il cattivo tempo; Jadzia e Worf litigano e viene fuori il disagio di Worf nel vivere insieme agli Umani, molto più fragili rispetto a lui (da bambino uccise involontariamente un amichetto durante una partita di calcio dandogli una testata). Fullerton intanto si impadronisce del dispositivo di controllo meteorologico e peggiora il clima del pianeta provocando anche terremoti. Worf lo ferma e il bel tempo torna su Risa. Resta un giorno di vacanza che tutti intendono trascorrere finalmente in armonia, anche se Bashir viene a sapere che Leeta lo ha lasciato perché innamorata di Rom.
- Altri interpreti: Vanessa L. Williams (Arandis), Monte Markham (Fullerton), Chase Masterson (Leeta), Frank Kopyc (boliano), Blair Valk (donna di Risa #1), Zora DeHorter (donna di Risa #2), Mark Allen Shepherd (Morn)

## Prigionieri del passato
- Titolo originale: Things Past
- Diretto da: LeVar Burton
- Scritto da: Michael Taylor

### Trama
Data Stellare 50144.5. Di ritorno da una conferenza su Bajor sul tema dell'occupazione cardassiana, Sisko, Odo, Jadzia e Garak vengono trovati privi di sensi sul runabout. Si risvegliano misteriosamente nei panni di un gruppo di Bajoriani confinati su Terok Nor. Garak riesce a rubare un dispositivo per capire chi sono in quella realtà, perché è evidente che tutti li trattano come dei Bajoriani; Jadzia viene portata al cospetto di Dukat, che ne vuole fare una sorta di dama di compagnia (e forse altro), mentre gli altri tre vengono assunti da Quark nel suo locale. Odo continua ad avere strane visioni e inoltre riconosce i loro nomi: erano quelli di tre Bajoriani accusati ingiustamente di aver attentato alla vita di Dukat, che li fece giustiziare pubblicamente come esempio. L'attentato ha luogo e i tre vengono condannati. La cosa strana è che in quel periodo era Odo a essere a capo della sicurezza e non Thrax, quindi Sisko sospetta che Odo sappia più di quello che crede; inoltre scoprono la presenza di mutaforma sulla stazione. Thrax inoltre sa che Odo e gli altri vengono dal futuro: si scopre che fu Odo al tempo ad accusare i tre Bajoriani, per accorgersi poi che erano innocenti, cosa che è rimasta sulla coscienza del connestabile da allora. Durante una tempesta di plasma che aveva colpito il runabout che li riportava alla stazione, Odo (che nonostante la trasformazione in solido ha mantenuto alcune peculiarità telepatiche dei Cambianti) aveva trasmesso telepaticamente ai suoi compagni la ricostruzione degli eventi e i rimorsi della sua coscienza.
- Altri interpreti: Marc Alaimo (Gul Dukat), Victor Bevine (Belar), Andrew J. Robinson (Garak), Kurtwood Smith (Thrax)

## La scalata
- Titolo originale: The Ascent
- Diretto da: Allan Kroeker
- Scritto da: Ira Steven Behr e Robert Hewitt Wolfe

### Trama
Data Stellare 50245.5. Nog torna su Deep Space Nine per svolgere il suo apprendistato sul campo e Jake va a vivere per conto proprio con l'amico, con somma disperazione genitoriale di Benjamin. Il ragazzo è entusiasta di andare a vivere da solo, ma troverà Nog profondamente cambiato, più inquadrato, in seguito all'addestramento. Finiranno per litigare e cercarsi alloggi diversi, anche se i loro genitori li aiuteranno a smussare un po' i loro angoli. 
Intanto Quark riceve un mandato di comparizione e Odo lo vuole accompagnare sul luogo del processo, distante diversi giorni di navigazione, per vederlo finalmente marcire in galera. Trovano una bomba sulla navetta che esplode quando tentano di disinnescarla, facendoli precipitare su un pianeta sconosciuto; i due devono trovare il modo di sopravvivere e cercare di raggiungere un'altura dove piazzare un trasmettitore. Durante la dura scalata, Odo scoprirà che Quark è ricercato, quindi vittima, dal Sindacato di Orione, a cui aveva chiesto l'adesione; avendo perso tutti i suoi averi, non può più permettersi la quota e gli Orioniani se la sono legata al dito. Tra litigi, ripicche e difficoltà (Odo si rompe una gamba) Quark riuscirà a raggiungere la cima e permettere alla Defiant di localizzarli; con grande scorno di Odo, l'ex mutaforma ora deve la vita al Ferengi.
- Altri interpreti: Max Grodénchik (Rom), Aron Eisenberg (Nog)

## Estasi
- Titolo originale: Rapture
- Diretto da: Jonathan West
- Scritto da: L.J. Strom e Hans Beimler

### Trama
Data Stellare 50378.9. La Federazione ha accettato la domanda di adesione di Bajor, mentre Kasidy Yates viene scarcerata dopo il periodo di detenzione per aver aiutato i Maquis. I Cardassiani restituiscono un antico dipinto di proprietà bajoriana raffigurante B'hala, l'antica città perduta di Bajor. La leggenda dice che nel dipinto siano nascosti gli indizi per trovare l'ubicazione della città stassa e che solo chi è stato toccato dai Profeti può riuscirci. Sisko, essendo l'Emissario, sembra essere il candidato perfetto e ne rimane ossessionato; analizza il dipinto e inizia ad avere degli strani comportamenti, fino a cadere in una trance che Kira giudica essere una visione sacra. Arriva a trascurare alcuni doveri, come accogliere Kai Winn all'arrivo su Deep Space Nine: anche lei si appresta a presenziare alla firma di adesione di Bajor, anche se è stata sempre contraria. Incredibilmente Benjamin trova B'hala: i Bajoriani sono entusiasti, un po' meno lo sono al comando della Flotta; l'ammiraglio Whatley non crede che Sisko abbia avuto una visione ed è contrariato dalla distrazione di Benjamin dai suoi doveri. Tornato sulla stazione, Sisko dispensa consigli illuminati e profezie tra la gente, preoccupando sempre più l'ammiraglio; Bashir trova l'origine neuronale di questa condizione e gli dice che se non lo opera, lui morirà; Sisko si oppone perché perderebbe le visioni, trovando l'opposizione di Jake e Kasidy, oltre che degli amici. Sisko consulta il Cristallo della Profezia e annuncia che se Bajor entrerà ora nella Federazione, verrà distrutto; dato che per loro è l'Emissario, i Bajoriani lo ascoltano e ritardano l'annessione. Sisko collassa e Jake, come parente più prossimo, prende la decisione di far operare il padre, ben sapendo di contravvenire al suo volere. Sisko è disperato, ma Kasidy gli fa notare che veder crescere suo figlio è altrettanto importante. Inoltre Sisko riesce a salvarsi il posto per via del fatto che se l'ammiraglio lo rimuovesse, Bajor per la Federazione sarebbe perso per sempre.
- Guest star: Louise Fletcher (Kai Winn)
- Altri interpreti: Penny Johnson Jerald (Kasidy Yates), Ernest Perry Jr. (ammiraglio Whatley), Mark Allen Shepherd (Morn)
- Nota: da questo episodio vengono indossate le nuove uniforme grigie.

## Le tenebre e la luce
- Titolo originale: The Darkness and the Light
- Diretto da: Michael Laurence Vejar
- Scritto da: Bryan Fuller e Ronald D. Moore

### Trama
Data Stellare 50416.2. Un ex componente della cellula di resistenza di Kira viene ucciso in modo misterioso; un'amica del maggiore ed ex staffetta, Fala, la chiama dicendo che ha paura e che è stata spiata. Kira organizza il suo trasferimento su Deep Space Nine per proteggerla, ma quando Worf e Jadzia fanno per teletrasportarla a bordo del runabout, la Bajoriana arriva morta; sembra un incidente tecnico, ma Odo scopre che è stato intenzionale. Un messaggio intellegibile inoltre perseguita Kira tramite i comunicatori: il responsabile conosce bene i sistemi di comunicazione e i protocolli della stazione. Arrivano sulla stazione altri due ex membri della cellula, Furel e Lupaza, che offrono aiuto a Kira per scoprire chi è l'assassino; la situazione precipita quando una sonda automatica fa esplodere l'alloggio degli O'Brien, uccidendo Lupaza e Furel, mentre fortunatamente né Kira né gli O'Brien erano presenti, anche se il dolore della perdita fa star male Kira, che si trova a due settimane dal parto, e finisce in infermeria. Nonostante la convalescenza, il maggiore ruba la lista dei sospetti che Odo ha messo insieme e parte alla loro caccia per vendicarsi, riducendo la lista a Silaran Prin, un Cardassiano. Kira viene fatta prigioniera da Silaran: scopre che il Cardassiano è rimasto orrendamente sfigurato durante un attacco della cellula di Kira ed è furioso perché lui non era altro che un servitore di un Gul e si definisce innocente perché non partecipava allo scontro bellico. Il Cardassiano è impazzito dal dolore e vuole vendetta, ma solo per i responsabili: per questo motivo vuole praticare un cesareo su Kira e salvare il bambino, incurante del fatto che il bimbo è Umano e che non sopravvivrebbe. Kira riesce a liberarsi e a neutralizzare il Cardassiano, lasciandole addosso per l'ennesima volta il rammarico degli orrori commessi durante la guerra.
- Altri interpreti: Randy Oglesby (Silaran Prin), William Lucking (Furel), Diane Salinger (Lupaza), Jennifer Savidge (Trentin Fala), Aron Eisenberg (Nog)

## Nascite
- Titolo originale: The Begotten
- Diretto da: Jesús Salvador Treviño
- Scritto da: René Echevarria

### Trama
Data Stellare 50430.1. Odo continua a fare i conti col suo essere solido, mentre a Quark arriva tra le mani con uno scambio commerciale non troppo chiaro un baby Cambiante. Odo lo "acquista" e decide di prendersene cura perché il piccolo è esattamente ciò che era Odo quando fu trovato dal dottor Mora. L'ex mutaforma è deciso a non far passare al suo simile quello che ha passato lui nei laboratori bajoriani, e rimane contrariato quando Mora si presenta sulla stazione deciso a punzecchiare e analizzare il baby mutaforma. Odo purtroppo non ottiene molti risultati e deve lasciar fare al Bajoriano, che però riconosce di essere stato a volte un po' brutale con Odo e cerca di essere più riguardoso: ottenere risultati diventa imperativo perché la Flotta vuole dei riscontri, altrimenti sottrarrebbero il piccolo a Odo per dedicarvisi personalmente nei loro laboratori. Il piccolo fa progressi arrivando a cercare di assumere la forma del volto di Odo, facendo riconoscere a Mora che Odo ha stabilito un legame, cosa che a lui non è mai riuscito di fare. Purtroppo il piccolo mutaforma inizia a stare male: la sua matrice diventa instabile, e Bashir e Mora non possono fare nulla per salvarlo; Odo è disperato e lo prende tra le mani per dirgli addio: il piccolo, morendo, si integra nel corpo di Odo restituendogli la capacità di essere un mutaforma. Anche Kira entra in travaglio: inizialmente è un falso allarme, lasciando tutti delusi, ma poi il figlio di Keiko e Miles viene finalmente al mondo. Odo e Kira si trovano vicini con il loro strano dolore: entrambi hanno scoperto il desiderio inaspettato di diventare genitori essendolo stati per puro caso, ed entrambi non possono esserlo: a Odo il piccolo mutaforma è morto, e Kira non è la vera madre del bambino che ha partorito.
- Guest star: Rosalind Chao (Keiko)
- Altri interpreti: Duncan Regehr (Shakaar), Peggy Roeder (Y'Pora), James Sloyan (Dott. Mora Pol)

## Per l'uniforme
- Titolo originale: For the Uniform
- Diretto da: Victor Lobl
- Scritto da: Peter Allan Fields

### Trama
Data Stellare 50485.2. Sisko riesce finalmente ad arrivare a Michael Eddington, un ex membro dell'equipaggio federale di Deep Space Nine che si è unito ai Maquis, ma l'uomo riesce a teletrasportarsi su una nave. Sisko parte all'inseguimento con la USS Defiant, anche perché per il capitano è diventata una questione personale; Eddington mette fuori uso la nave di Sisko e fugge. Il sentimenti di Sisko nei confronti del traditore in effetti non sono molto professionali, e per questo gli viene tolto l'incarico di dargli la caccia, cosa che lo lascia ancor più frustrato. Eddington rilascia nell'atmosfera di Veloz I, una colonia cardassiana, un gas innocuo per gli Umani ma letale per i Cardassiani: intende rivendicare la colonia a favore dei Maquis. Dato che ha gas a sufficienza per avvelenare altre colonie, Sisko parte con la Defiant per intercettarlo, anche se la nave non è ancora stata riparata del tutto: non hanno occultamento né replicatori né teletrasporto. Grazie alle sue abilità ingegneristiche, necessarie per implementare le comunicazioni, nonché all'udito fine, viene arruolato anche il cadetto Nog. Pensando di seguire Eddington vengono ingannati perché l'ex comandante si trova da tutt'altra parte, facendo loro perdere tempo. Sisko arriva sul luogo di un attacco da parte di Eddington, che non esita mettere in difficoltà una nave cardassiana per impedire a Sisko di inseguirlo. Sisko ripaga Eddington attaccando le colonie maquis, avvelenando l'atmosfera come Eddington ha fatto con i Cardassiani: il traditore accetterà di consegnarsi a Sisko purché lui ponga fine al suo crudele attacco, anche se si scoprirà che era un trucco per costringere Eddington alla resa.
- Altri interpreti: Kenneth Marshall (Michael Eddington), Eric Pierpoint (Sanders), Aron Eisenberg (Nog)

## All'ombra del Purgatorio
- Titolo originale: In Purgatory's Shadow
- Diretto da: Gabrielle Beaumont
- Scritto da: Robert Hewitt Wolfe e Ira Steven Behr

### Trama
Data Stellare 50560.1. La stazione Deep Space Nine intercetta dal tunnel spaziale un messaggio cifrato cardassiano; Garak minimizza, ma è un messaggio del suo mentore Enabran Tain, creduto morto. Garak e Worf partono in missione, mentre sulla stazione arriva Dukat, che è tutt'altro entusiasta di sapere che la figlia Ziyal frequenti proprio Garak: per questo motivo affronta Kira, colpevole secondo lui non aver sorvegliato a sufficienza la ragazza. Worf e Garak vengono attaccati da una flotta di Jem'Hadar e vengono deportati nel campo di lavoro 371, dove ritrovano Martok e Tain, mentre sulla stazione ricevono un loro messaggio su un imminente attacco del Dominio. L'opzione estrema è quella di distruggere il tunnel, intrappolando chi è dall'altra parte. Nel campo 371 arriva anche Bashir, che con una prova del sangue dimostra di non essere un cambiante: il problema è che c'è anche un Bashir sulla stazione e, considerato che il Bashir nel campo di lavoro indossa ancora la vecchia divisa, significa che è stato rapito e rimpiazzato da un po'. Tain sta morendo e dal dialogo tra lui e Garak si scopre che il vecchio Cardassiano è il padre del sarto. Sulla stazione si stanno preparando a far saltare il tunnel, ma a causa di un sabotaggio qualcosa va storto e dall'apertura si riversa nel quadrante Alfa una moltitudine di navi jem'hadar. Dukat si appresta a partire con la sua nave da Deep Space Nine prima che sia troppo tardi e ordina alla figlia di seguirlo, ma lei rifiuta: ne nasce un litigio che porta Dukat a rinnegare Ziyal e andarsene senza di lei.
- Altri interpreti: Andrew J. Robinson (Garak), Marc Alaimo (Gul Dukat), Melanie Smith (Tora Ziyal), J.G. Hertzler (Martok), Paul Dooley (Enabran Tain), James Horan (Ikat'ika)

## Alla luce dell'Inferno
- Titolo originale: By Inferno's Light
- Diretto da: Les Landau
- Scritto da: Ira Steven Behr e Robert Hewitt Wolfe

### Trama
Data Stellare 50564.2. Sotto il comando di Dukat, Cardassia si unisce al Dominio per minacciare il quadrante Alfa e di fronte a questa decisione, i Klingon decidono di ripristinare gli Accordi di Khitomer. Nel campo di lavoro 371 tutti i Cardassiani vengono liberati ad eccezione di Garak, da sempre inviso a Dukat, mentre Worf viene utilizzato nei combattimenti corpo a corpo perché i Jem'Hadar possano imparare le tecniche di combattimento klingon. Garak trova un pertugio nella cella che gli permette di raggiungere un quadro strumenti, che può modificare per contattare il runabout, ma soffre di claustrofobia e fatica a terminare il compito. Su Deep Space Nine le cose si mettono male: Dukat rivendica il possesso di Terok Nor, mentre il finto Bashir continua con i suoi sabotaggi; improvvisamente si disoccultano decine di navi romulane chiedendo di affiancarsi alla Federazione per contrastare il Dominio, offerta subito accettata. Garak riesce a far fuggire tutti teletrasportandoli sul runabout, mentre il falso Bashir si dirige verso il sole di Bajor per far esplodere uno speciale ordigno che trasformerebbe la stella in una supernova distruggendo l'intero sistema, ma viene fermato dalla Defiant. Lo scontro con il Dominio è solo rimandato.
- Altri interpreti: Andrew J. Robinson (Garak), Marc Alaimo (Dukat), Melanie Smith (Ziyal), J.G. Hertzler (Martok), James Horan (Ikat'ika), Robert O'Reilly (Gowron), Carrie Stauber (prigioniera romulana)

## Il Dottor Bashir, suppongo
- Titolo originale: Doctor Bashir, I Presume
- Diretto da: David Livingston
- Scritto da: Jimmy Diggs e Ronald D. Moore

### Trama
Data Stellare 50590.1. Il dottor Lewis Zimmerman, direttore di programmazione olografica presso la stazione Jupiter, si presenta al dottor Bashir: sta ideando un nuovo MOE chiamato “MOL” (Medico Olografico a Lungo termine) e desidera prendere Julian come modello; per tracciare un profilo psicologico, in modo che il nuovo medico olografico sia un po' meno antipatico del vecchio modello, Zimmermann vuole intervistare amici e parenti di Bashir, compresi i genitori che Julian vorrebbe lasciare fuori. Zimmermann gli promette che non parlerà loro, ma li convoca su Deep Space Nine a tradimento, lasciando Julian sconcertato e infastidito. Il padre di Bashir è un gran chiacchierone che ama gonfiare i racconti, ma inconcludente nella vita, specie da un punto di vista lavorativo. Durante una cena litigano, perché è evidente che Bashir e la sua famiglia hanno un segreto che porterebbe tutti alla rovina: Julian da bambino è stato geneticamente potenziato a causa di un ritardo mentale, pratica assolutamente illegale a causa di ciò che era successo in passato con i potenziati. I genitori parlano liberamente di questa pratica medica con l'ologramma di Julian, senza sapere che non è il figlio, e Zimmermann sente tutto. Julian è disperato e rinfaccia ai genitori di averlo fatto modificare geneticamente non perché volevano dargli una vita migliore, ma perché si vergognavano di lui. Pur di salvare la vita e la carriera del figlio, Richard Bashir accetta di scontare due anni di carcere in Nuova Zelanda. Julian non vuole, ma il padre è irremovibile.
Intanto Rom non trova il coraggio di chiedere a Leeta di uscire insieme e si vede soffiare l'appuntamento da Zimmermann, rimasto subito folgorato dalla bellezza della ragazza; pur di portarla con sé su Jupiter, le dice che il bar della stazione è senza gestore e le offre il lavoro, dicendole che la può ospitare lui. Rom non si decide a dichiararsi e Leeta decide di partire con Lewis; all'ultimo momento Rom irromperà al molo d'attracco fermando l'amata e dichiarandole il suo amore.
- Altri interpreti: Brian George (Richard Bashir), Max Grodénchik (Rom), Chase Masterson (Leeta), Fadwa El Guindi (Amsha Bashir), J. Patrick McCormack (ammiraglio Bennett), Robert Picardo (dott. Lewis Zimmerman)

## Una semplice indagine
- Titolo originale: A Simple Investigation
- Diretto da: John T. Kretchmer
- Scritto da: René Echevarria

### Trama
Data Stellare 50626.6. Odo si innamora di Arissa, una misteriosa donna che incontra nel bar di Quark. La donna ha appuntamento sulla stazione con un Idaniano, che però viene trovato morto nel suo alloggio. Odo tiene d'occhio la donna e alla fine lei gli confessa che lavora per Draim, un pericoloso membro del sindacato di Orione per il quale lei è costretta a lavorare, sottraendo dati e incamerandoli in uno speciale dispositivo che ha impiantato nella testa. Odo si offre di aiutare la donna e ben presto tra loro scoppia la passione. Sulla stazione arriva un altro Idaniano che rivela a Odo che Arissa è un'agente sotto copertura: lei non ha memoria di sé perché è stato tutto immagazzinato in un'unità di memoria esterna per eludere i telepati e per rendere convincente la sua storia. Il materiale da lei raccolto sarà fondamentale per la loro indagine contro Drain, che finirà in galera per molti anni. Il dottor Bashir reimpianterà ad Arissa la memoria e le restituirà il suo aspetto di Idaniana: la donna torna da Odo perché si è ricordata di essere sposata; gli chiede scusa, dicendo che lei non lo ricordava e che l'ha amato veramente. Dopodiché torna sul suo pianeta, lasciando Odo comprensibilmente deluso e rattristato.
- Altri interpreti: Dey Young (Arissa), John Durbin (Traidy), Nicholas Worth (Sorm), Randy Mulkey (alieno Idaniano)

## I soliti affari
- Titolo originale: Business as Usual
- Diretto da: Siddig El Fadil
- Scritto da: Bradley J. Thompson e David Weddle

### Trama
Data Stellare 50675.5. Intravedendo la possibilità di saldare finalmente i propri debiti, Quark accetta di lavorare alle dipendenze di Hagath, un venditore di armi, su suggerimento del cugino Gaila. Per raggirare il divieto di portare armi a bordo della stazione, le trattative e le prove della merce vengono fatte nelle sale ologrammi del locale di Quark. Hagath è all'apparenza molto calmo ma spietato e Quark inizia a sospettare di essersi cacciato in un brutto guaio, specie quando un ex socio del trafficante salta in aria con la sua nave solo per aver scontentato Hagath. Intanto gli affari nel suo locale vanno male, perché la voce che sta trafficando armi si è sparsa e tutti i federali lo boicottano. Durante una cena con un acquirente chiamato il Reggente, Quark si fa scrupoli perché quest'ultimo vuole un'arma biologica che provochi 28 milioni di morti e Hagath non si fa scrupoli a volerlo accontentare, e anche il cugino Gaila si dimostra altrettanto spietato. Quark farà in modo, durante una dimostrazione, di far incontrare come parti interessate all'acquisto sia quella del Reggente che la fazione opposta: ne scaturirà un conflitto a fuoco che farà finire tutti agli arresti, liberando Quark dall'impegno con Hagarth, ora in fuga. 
Intanto Miles, rimasto da solo per la partenza di Keiko, deve badare al piccolo Kirayoshi, che smette di piangere solo se tenuto in braccio dal padre; O'Brien, per la disperazione, arriva a portarselo al lavoro e anche alle partite di freccette con Bashir. Quando finalmente il piccolo deciderà di non piangere una volta lasciato giù, O'Brien si addormenterà all'istante, esausto.
- Altri interpreti: Lawrence Tierney (Reggente), Steven Berkoff (Hagath), Josh Pais (Gaila), Tim Halligan (Farrakk)

## Legami di sangue e acqua
- Titolo originale: Ties of Blood and Water
- Diretto da: Avery Brooks
- Scritto da: Edmund Newton, Robbin L. Slocum e Robert Hewitt Wolfe

### Trama
Data Stellare 50712.5. Sulla stazione arriva Tekeny Ghemor, il “padre” cardassiano di Kira; la donna vorrebbe che prendesse l'incarico di rappresentante cardassiano in contrapposizione a quello di Dukat, ma l'uomo è molto malato e sta morendo. Desidera che Kira diventi legalmente sua figlia in modo da poterle passare in eredità tutti i segreti che ha raccolto su e contro Cardassia. La notizia la rattrista molto e, mentre lo assiste nei suoi ultimi giorni di vita raccogliendo le sue informazioni, non può fare a meno di ricordare la morte del suo vero padre, ucciso dai Cardassiani durante l'occupazione. Dukat si presenta su Deep Space Nine con una nave jem'hadar accompagnato da Weyoun, ritenuto erroneamente morto, reclamando la consegna di Ghemor, in quanto cittadino cardassiano. Dukat dice all'anziano morente che se tornerà su Cardassia tutto sarà perdonato e che il Gul ha informazioni su dove si trovi Iliana, sua figlia, ma lui non cede. Dukat, maestro nel seminare zizzania e sospetti, dà a Kira le prove che Ghemor è colpevole di un eccidio di Bajoriani e naturalmente il maggiore non la prende bene. Odo spinge Kira a riflettere: in fondo Ghemor era molto giovane e un semplice soldato che aveva fatto il militare per meno di un anno, quindi aveva avuto un ruolo marginale nella strage e le sue azioni successive secondo lui lo hanno riscattato. Kira ricorda anche che, pur di cercare vendetta, lasciò il suo vero padre per unirsi ai combattimenti, lasciandolo solo nel momento in cui era morto, cosa che la spinge a non lasciare solo questo altro "padre" in punto di morte. A Dukat sarà dato l'ultimo schiaffo: vorrebbe portare Ghemor su Cardassia, ma Kira lo seppellisce accanto al padre su Bajor.
- Altri interpreti: Lawrence Pressman (Tekeny Ghemor), Marc Alaimo (Gul Dukat), Thomas Kopache (Taban), William Lucking (Furel), Jeffrey Combs (Weyoun)

## Canzoni d'amore ferengi
- Titolo originale: Ferengi Love Songs
- Diretto da: René Auberjonois
- Scritto da: Ira Steven Behr e Hans Beimler

### Trama
Data Stellare 50701.2. Quark è depresso: il suo locale è invaso dalle arvicole e gli affari vanno male: per questo motivo va a trovare sua madre Ishka su Ferenginar; lì scopre che lei e il Grande Nagus Zek sono perdutamente innamorati; non solo: il Grande Nagus non è per niente scandalizzato dal fatto che lei indossi vestiti o che lo consigli negli affari. Quark spera di sfruttare a suo favore questa relazione, ma Zek non può andare contro la legge e annullare la condanna dell'FCA. Arriva però Brunt: è pronto a restituire a Quark la licenza ferengi per il commercio se questi dovesse riuscire a far separare la coppia. Quando Quark riesce nell'impresa, riceve di nuovo la licenza e anche una promozione a Primo Commesso dal Grande Nagus, anche se Quark si sente in colpa per la disperazione della mamma. Nel momento in cui Quark affianca Zek come consigliere, però, si accorge che l'anziano Ferengi non è più in grado di condurre buoni affari: è smemorato e distratto e Quark comprende che era la madre a governare la nazione. Brunt incolpa Quark del crollo dei mercati per essere un cattivo consigliere, e svela che il suo piano è sempre stato quello di spodestare Zek, essendo a conoscenza delle sue incapacità. Quark riesce a far riappacificare la mamma e Zek, e al contempo fanno fare una figuraccia a Brunt, ricacciandolo al suo posto di umile funzionario. Ora Quark può tornare su Deep Space Nine, anche se Brunt gli giura vendetta. 
Intanto Rom e Leeta litigano e il matrimonio è a rischio: il Ferengi vorrebbe che lei firmasse una sorta di contratto prematrimoniale come d'uso su Ferenginar, ma la ragazza rifiuta categoricamente. Rom farà marcia indietro e pace sarà fatta.
- Altri interpreti: Max Grodénchik (Rom), Tiny Ron (Maihar'du), Chase Masterson (Leeta), Jeffrey Combs (Brunt), Cecily Adams (Ishka), Hamilton Camp (Leck), Wallace Shawn (Zek)

## Soldati dell'Impero
- Titolo originale: Soldiers of the Empire
- Diretto da: LeVar Burton
- Scritto da: Ronald D. Moore

### Trama
Data Stellare 50839.1 (cinquantatreesimo giorno dell'anno 999 di Kahless). Worf viene assegnato temporaneamente come primo ufficiale sullo sparviero klingon Rotarran al comando del generale Martok, in una missione il cui scopo è prestare soccorso al B'Moth, disperso nella zona di confine con il territorio cardassiano sotto il controllo del Dominio. Il morale a bordo è molto basso in quanto l'equipaggio non registra vittorie da mesi e si sente disonorato; la tendenza di Martok a non attaccare il nemico rende il clima ancora più teso. La B'Moth viene ritrovata appena oltre il confine cardassiano ma Martok, temendo che i Jem'Hadar l'abbiano lasciata indietro come trappola, si rifiuta di entrare nel territorio cardassiano per salvarla. Worf si rende conto che Martok è paralizzato dalla paura e a malincuore decide di sfidare Martok per il controllo della nave. Durante la lotta Worf vede che la paura di Martok è scomparsa e gli permette di vincere il duello. Worf riporta una brutta ferita ma sopravvive, mettendo Martok in una frenesia per la battaglia proprio mentre una nave jem'hadar si avvicina. L'equipaggio rivitalizzato sconfigge il nemico, salva il B'Moth e ritorna su Deep Space Nine come vincitore per la prima volta. Martok è grato a Worf per avergli ricordato il suo dovere di guerriero klingon e gli offre un posto nel suo casato.
- Altri interpreti: J.G. Hertzler (Martok), David Graf (Leskit), Rick Worthy (Kornan), Sandra Nelson (Tavana), Scott Leva (Ortakin), Aron Eisenberg (Nog)

## Figli del tempo
- Titolo originale: Children of Time
- Diretto da: Allan Kroeker
- Scritto da: Gary Holland, Ethan H. Calk e René Echevarria

### Trama
Data Stellare 50814.2. Nel quadrante Gamma, Jadzia Dax insiste nel voler esplorare un pianeta circondato da una barriera di energia. Una volta superata la barriera, i membri della Defiant scoprono sul pianeta una colonia di ottomila tra Umani e altri umanoidi la cui leader, Miranda O'Brien, rivela che due giorni dopo il loro arrivo, tentando di lasciare il pianeta, faranno naufragio su di esso e contemporaneamente, a causa della barriera di energia, verranno sbalzati duecento anni nel passato. Il pianeta, Gaia, si rivela essere popolato dai discendenti di quel naufragio, che furono impossibilitati ad andarsene, e Sisko spera che la consapevolezza del naufragio permetta di cambiare il corso della storia, ma così facendo la colonia cesserà di esistere. Gli ufficiali della nave trovano tutti i loro discendenti: Yedrin Dax, Miranda O'Brien e anche pronipoti di Worf, Sisko e Bashir. Kira invece morirà poche settimane dopo il naufragio, mentre si sarebbe potuta salvare su Deep Space Nine. Kira è disposta a sacrificarsi pur di salvare tutti e dopo gli iniziali dubbi e perplessità, l'equipaggio della Defiant lo accetta; sulla colonia Kira incontra anche Odo, ancora in vita dopo duecento anni, che le confessa di essere sempre stato innamorato di lei e che è felicissimo di rivederla viva. L'equipaggio della Defiant, seppur a malincuore, decide di ripartire e di ripetere l'incidente, anche se questo farà morire Kira. Partiti dal pianeta con il piano di volo adatto per far ripetere la storia, scoprono che sono fuori dal sistema e che non precipiteranno indietro nel tempo: qualcuno ha consegnato un piano di volo opportunamente modificato. Quel qualcuno è stato l'Odo che viveva sull'insediamento che, per non far morire Kira, non ha esitato a condannare tutti alla non esistenza. Kira è sconvolta dall'egoismo di Odo e anche di quanto sia stato grande il suo amore per lei ancora dopo due secoli, ma ormai quel che è fatto è fatto: la colonia non è mai esistita e loro sono liberi di tornare a casa.
- Altri interpreti: Gary Frank (Yedrin Dax), Jennifer S. Parsons (Miranda O'Brien), Davida Williams (Lisa), Doren Fein (Molly)

## Una fine gloriosa
- Titolo originale: Blaze of Glory
- Diretto da: Kim Friedman
- Scritto da: Robert Hewitt Wolfe e Ira Steven Behr

### Trama
Data Stellare 50862.3. Sisko viene a sapere che alcuni terroristi maquis sono sopravvissuti al Dominio e si sono riorganizzati lanciando una serie di missili dotati di dispositivo di occultamento contro Cardassia, missili che arriveranno entro pochi giorni. Dal momento che Cardassia si trova ora sotto il controllo del Dominio, un attacco simile potrebbe portare ad una guerra totale e alla fine della Federazione. L'unica speranza di Sisko è Michael Eddington, l'ex ufficiale della Flotta che ha abbracciato la causa maquis e che si trova imprigionato. Ottiene pertanto il permesso di prelevarlo con un runabout per andare a cercare di fermare i missili, poiché lui conosce i codici per farlo. Giunti sul posto si scontrano con i Jem'Hadar, che stanno tenendo prigioniero un gruppo di Maquis, tra cui Rebecca, la moglie di Eddington. La faccenda dei missili era tutta una montatura affinché la Federazione liberasse Eddington in modo che potesse liberare i suoi compagni; nello scontro a fuoco che segue, Michael rimane ferito e si sacrifica mettendosi in prima linea pur di far fuggire la moglie e i compagni. Giunto alla stazione, Sisko riconosce che Eddington era un uomo molto leale, pronto a sacrificarsi in ciò che credeva, anche se il suo credo non coincideva con gli i dettami della Federazione.
Intanto sulla stazione i residenti cercano di adattarsi ai comportamenti sanguigni dei Klingon, sempre irruenti nei loro passatempi; in particolare Nog viene trattato con poco rispetto e a lui la cosa non va per niente giù: per questo motivo vuole seguire il consiglio di Sisko ed affrontare il primo Klingon che non lo tratterà con rispetto, anche a costo di prenderle di santa ragione. Prendendo il coraggio a due mani, affronterà Martok, redarguendolo sugli eccessivi schiamazzi lungo la passeggiata: il Klingon apprezza il coraggio del giovane cadetto e da quel momento i Klingon gli useranno metodi più riguardosi.
- Altri interpreti: Kenneth Marshall (Michael Eddington), J.G. Hertzler (Martok), Aron Eisenberg (Nog), Gretchen German (Rebecca)

## Empok Nor
- Titolo originale: Empok Nor
- Diretto da: Michael Laurence Vejar
- Scritto da: Bryan Fuller e Hans Beimler

### Trama
Data Stellare 50901.7. O'Brien non può riparare alcuni guasti sulla stazione perché i pezzi di ricambio, di tecnologia cardassiana, non sono replicabili. Il capo, Garak e Nog vengono inviati su Empok Nor, la gemella di Deep Space Nine, per recuperare le apparecchiature necessarie alla base federale; giunti sulla stazione dismessa, iniziano a verificarsi strani incidenti che fanno sospettare che essa non sia abbandonata come credevano: due membri della squadra di sbarco muoiono in seguito a un'aggressione e il runabout con cui sono arrivati si sgancia "da solo" dalle morse d'attracco ed esplode. Garak scova e uccide un Cardassiano; analizzando il cadavere, scopre che aveva in circolo una droga sintetica che tende a esasperare le tendenze xenofobe dei Cardassiani e conclude che i soldati cardassiani, che ha trovato in camere di stasi, vi erano stati chiusi perché diventati ingestibili. Però sembra che la droga sia nell'aria, poiché Garak dimostra comportamenti sempre più borderline e ostili, fino ad arrivare a uccidere un membro della squadra di sbarco. Miles e Nog partono alla caccia del loro amico nel tentativo di neutralizzarlo ma pronti, se necessario, anche a ucciderlo. Garak prende in ostaggio Nog e costringe O'Brien ad affrontarlo e a combattere con lui; Miles riesce a sopraffarlo. Tornato su Deep Space Nine, Garak torna normale ed esprime rammarico per ciò che ha fatto.
- Altri interpreti: Andrew J. Robinson (Garak), Aron Eisenberg (Nog), Tom Hodges (Pechetti), Andy Milder (Boq'ta), Marjean Holden (Stolzoff), Jeffrey King (Amaro)

## La figurina
- Titolo originale: In the Cards
- Diretto da: Michael Dorn
- Scritto da: Truly Barr Clark, Scott J. Neal e Ronald D. Moore

### Trama
Data Stellare 50929.4. La situazione sulla stazione è critica e la gente è spaventata: le navi della Federazione spariscono in continuazione e Sisko e gli ufficiali sono depressi. Jake viene a sapere che Quark sta organizzando un'asta di chincaglierie e nella lista trova un'antica figurina del 1951 di Willie Mays; si fa prestare i soldi da Nog per comprarla e fare una sorpresa al padre per tirargli su il morale. Ma all'asta la figurina viene comprata da Elias Giger, uno strano e scontroso figuro che inizialmente non vuole parlare con i due ragazzi, ma che successivamente li invita nel suo alloggio proponendo uno scambio: la figurina per una lista di materiali tecnologici e medici; gli servono per un esperimento cellulare volto all'immortalità. Nell'esposizione della sua teoria il dottor Giger dimostra di non avere tutti i venerdì, ma Jake e Nog accettano lo scambio e si mettono alla ricerca del materiale. Una catena di fraintendimenti li porta prima ad accusare Kai Winn di furto e poi finiscono presi in ostaggio e interrogati da Weyoun, che pensa che stiano tramando contro il Dominio. Jake racconta al Vorta la verità sulla figurina, ma l'alieno non gli crede e allora il ragazzo si inventa una storia in cui lui e Nog sono agenti segreti che stanno indagando su Willie Mays, presunto crononauta. Il Vorta non è stupido e crede finalmente alla storia della figurina, che consegna a un felicissimo Jake.
Intanto sulla stazione arriva Kai Winn che informa Sisko che rappresentanti del Dominio l'hanno invitata a un incontro su Deep Space Nine; giunge pertanto Weyoun che propone a Bajor un patto di non aggressione se il pianeta si unirà al Dominio. Winn si consiglia con l'Emissario, che le dice di temporeggiare.
- Altri interpreti: Jeffrey Combs (Weyoun), Brian Markinson (dottor Elias Giger), Aron Eisenberg (Nog), Chase Masterson (Leeta), Louise Fletcher (Kai Winn)

## Chiamata alle armi
- Titolo originale: Call to Arms
- Diretto da: Allan Kroeker
- Scritto da: Ira Steven Behr e Robert Hewitt Wolfe

### Trama
Data Stellare 50941.2. Dal tunnel continuano a riversarsi flotte di Jem'Hadar verso Cardassia e la Federazione, pur di bloccare il continuo arrivo di navi del Dominio, ordina a Sisko di minare l'ingresso del tunnel spaziale. Weyoun tenta la via diplomatica: promette l'invio solo di navi da carico e mediche per risollevare il popolo cardassiano, messo peggio di quanto voglia ammettere. Sisko promette di parlarne con il Comando Centrale e Weyoun di convincere Cardassia, ma è tutta una facciata e Sisko non crede al Vorta, continuando con la messa in posa delle mine. Sisko ordina a Kira di riferire a Bajor che lui, come federale e come Emissario, consiglia di firmare il patto di non aggressione col Dominio: non vuole vedere distrutto ciò che è stato costruito negli ultimi cinque anni e Bajor non potrebbe difendersi in alcun modo dai Jem'Hadar. La stazione si prepara alla guerra e l'attacco a Deep Space Nine da parte delle forze cardassiane e del Dominio è immediato. La stazione inizialmente regge, ma al termine della battaglia Sisko ordina di abbandonarla e Dukat riesce a riprenderne possesso. Sulla stazione rimangono Kira che in quanto Bajoriana è protetta dai patti col Dominio, e Odo, intoccabile per i Vorta essendo un Fondatore. Quark rimane perché comunque il suo locale c'è sempre stato, indipendentemente da chi governa la stazione, e Rom, pur di rimanergli vicino, riprende il suo posto al bar. Rimane anche Jake, in veste di giornalista e sperando che essere il figlio dell'Emissario gli dia una qualche protezione, visto che ora i Bajoriani sono sotto l'egida del Dominio. Come ultimo regalino, Sisko ha installato un programma che distrugge i computer della stazione. Lascia anche la sua amata pallina da baseball nel suo ufficio, dove la troverà Dukat: il Gul capisce che è un messaggio diretto a lui, come a dirgli che Sisko tornerà.
- Altri interpreti: Andrew J. Robinson (Elim Garak), Jeffrey Combs (Weyoun), Marc Alaimo (Dukat), J.G. Hertzler (Generale Martok), Chase Masterson (Leeta), Melanie Smith (Tora Ziyal)